# Nymphaea dictyophlebia
Nymphaea dictyophlebia är en näckrosväxtart som beskrevs av Elmer Drew Merrill och Perry. Nymphaea dictyophlebia ingår i släktet vita näckrosor, och familjen näckrosväxter. Inga underarter finns listade i Catalogue of Life.